# Krzysztof Mikołajczak
Krzysztof Mikołajczak, né le 5 octobre 1984 à Varsovie, est un escrimeur polonais pratiquant l'épée.

## Palmarès

### Championnats du monde
- 2009 à Antalya
  -  Médaille de bronze en épée par équipes

### Championnats d'Europe
- 2013 à Zagreb
  -  Médaille de bronze en épée individuel
- 2007 à Gand
  -  Médaille d'argent en épée par équipes
- 2006 à Izmir
  -  Médaille d'argent en épée par équipes
- 2005 à Zalaegerszeg
  -  Médaille d'or en épée par équipes
- 2004 à Copenhague
  -  Médaille d'argent en épée par équipes

### Championnats de Pologne
- en 2005 :
  -  Champion de Pologne d'épée